# Principauté de Sperlinga
Principauté de Sperlinga
Sperrënga
Sperlinga était un fief (baronnie, principauté et duché) de la famille Natoli, qui existait depuis 1597 dans la ville de Sperlinga (province d'Enna) en Sicile, avec l'octroi de « licentia populandi privilegium aedificandi » du roi Philippe II d'Espagne et Sicile pour le Prince Gianforte Natoli,.

## Barons de Sperlinga 1324–1626
- Famille Ventimiglia[3]
- Giovanni Natoli (1597–1626)[1],[2]

## Princes de Sperlinga 1626–1658
- Giovanni Natoli (1626–1637)
- Maria Natoli Cottone ed Aragona[4]
- Francesco Natoli Orioles Alifia e Luna (1637-1658)
- Giulia Natoli Lancia
- Giovanni II Natoli Alifia
- Maria Natoli Alifia
- Giovanni III Natoli
- Caterina Natoli Ruffo di Calabria
- Girolama Ardoino e La Rocca principessa di Alcontres
- Marianna Natoli
- Francesco de Moncada Natoli prince de Montecateno[5]
- SAS Princess Elisabetta Moncada Natoli princesse de Calvaruso

## Ducs de Sperlinga 1658–1862
- Giovanni Stefano Oneto (1658-1680)[6]
- Domenico Oneto e Spatafora (1680-1698)
- Francesco Oneto e Spatafora (1698-1710)
- Giovanni Stefano Oneto Valguarnera (1710-1749)
- Francesco Oneto e Morreale (1749-1782)
- Saverio Oneto e Gravina (1782-?)[7]
- Giuseppe Oneto e Lanza (1811-?)

## Barons de Sperlinga 1862–1973
- famille Nicosia